# Berghaus (Spraitbach)
Berghaus ist ein Einzelhof in der Gemeinde Spraitbach im Ostalbkreis in Baden-Württemberg.

## Beschreibung
Der Hof liegt nur etwas mehr als 100 Meter von der heutigen südwestlichen Bebauungsgrenze von Spraitbach entfernt am Hang ins Tal des Lein-Zuflusses Reichenbach hinab. Unweit südlich entspringt ein an der Beutenmühle vorbei fließender, in den Reichenbachstausee entwässernder kurzer Bach.
Naturräumlich liegt der Hof im Schwäbischen Keuper-Lias-Land, genauer im Welzheimer Wald auf den Welzheim-Alfdorfer Platten.

## Geschichte
Der Hof wurde erstmals 1835 genannt.